# Odilo van Cluny

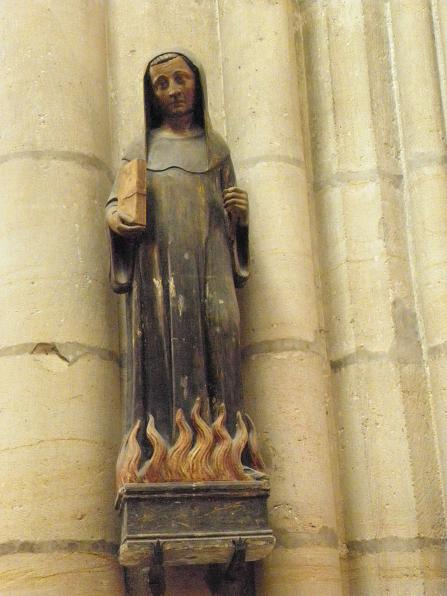
De Heilige Odilo van Cluny
Beeld in de basiliek Saint-Urbain in Troyes

Odilo van Cluny (Mercoeur, 961 of 962 - 1 januari, 1049, Souvigny) werd in 994 na de dood van Majolus tot de vijfde abt van Cluny benoemd. Hij bekleedde dit ambt meer dan 50 jaar en onder zijn bewind kwam de Orde van Cluny tot een hoogtepunt. Hij zette zich in voor bevordering van de vrede, maar beval vanaf 998 ook de herdenking van alle overleden gelovigen, een gebruik waaruit later de viering van Allerzielen zou ontstaan. Hij bestreed de simonie, de corruptie in de Katholieke Kerk, en het nicolaïsme, priesters die het celibaat niet eerbiedigden. Bij zijn overlijden waren er reeds 68 kloosters die de Orde van Cluny hanteerden.
Odilo liet de kerk van de priorij van Souvigny optrekken rond het graf van zijn voorganger Majolus. Na zijn dood in Souvigny werd Odilo ook in deze kerk begraven. Souvigny, met de graven van Majolus en Odilo, was gedurende de Middeleeuwen een geliefd bedevaartsoord. Hun graven werden gevandaliseerd tijdens de Franse Revolutie.
In 1063 werd Odilo heilig verklaard op voorspraak van Petrus Damianus, die ook zijn hagiografie schreef. Odilo's feestdag was lange tijd 2 januari; tegenwoordig worden de data 19 januari, 6 februari (Zwitserland) en 11 mei gebruikt.